# بوریس کاراپتیان
بوریس کاراپتی کاراپتیان (ارمنی: Բորիս Կարապետի Կարապետյան؛ زادهٔ ۲۹ آوریل ۱۹۲۴ - درگذشته ۱۲ دسامبر ۲۰۱۹) یک لرزه‌شناس، مهندس و استاد اهل ارمنستان بود.

## زندگی‌نامه
در ۲۹ آوریل ۱۹۲۴ در پیتیگورسک به دنیا آمد و از دانشگاه ملی پلی‌تکنیک ارمنستان (۱۹۴۸) فارغ‌التحصیل شد. وی از سال ۱۹۹۰ عضو مکاتبه‌ای فرهنگستان ملی علوم ارمنستان بود. وی همچنین برنده جایزه دولتی ارمنستان شوروی (۱۹۷۴) شده است. وی در ۱۲ دسامبر ۲۰۱۹ در سن ۹۵ سالگی در ایروان درگذشت.

## یادداشت
1. ↑  տեխնիկական գիտությունների դոկտոր
2. ↑  Վիկտոր Համբարձումյանի անվան միջազգային գիտական մրցանակ
3. ↑  սեյսմոլոգ